# Les Saphirs (film)
Pour les articles homonymes, voir Les Saphirs.
Pour plus de détails, voir Fiche technique et Distribution.
Les Saphirs (The Sapphires) est une comédie dramatique musicale australienne réalisée par Wayne Blair et sortie en 2012.
Il a triomphé lors des AACTA Awards 2013 où le film a raflé la quasi-totalité des récompenses.

## Synopsis
En 1968, en Australie, trois sœurs aborigènes, Gail, Julie et Cynthia McCrae, forment un trio musical nommé les Cummeragunja Songbirds. Lors d'un concours de chant local, elles sont repérées par Dave Lovelace, un musicien irlandais au caractère bien trempé, amateur de musique soul et de whisky. Lorsque la plus jeune, Julie, fait part d'une audition prochaine qui est prévue à Melbourne pour engager des chanteuses afin de divertir les troupes américaines en guerre au Viêt Nam, Dave décide de les aider, à la fois parce qu'il croit en elles et parce qu'il s'agit pour lui d'une opportunité financière à un moment où il est en manque d'argent.
Alors que les sœurs ont réussi à obtenir l'accord de leurs parents avec l'aide de Dave (qui s'engage à les protéger), leur grand-mère leur conseille de renouer avec leur cousine Kay, une métisse à la peau claire qui vit depuis une décennie à Melbourne, où elle a été élevée comme une blanche après avoir été enlevée de force par les autorités. Kay rejette d'abord la proposition, mais elle finit par les rejoindre. Dave, qui devient à la fois leur pianiste et leur manager, remanie le répertoire du quatuor, les encourageant à interpréter des reprises de chansons de soul. Lors de l'audition, Kay, qui comprend que le nom du groupe est trop compliqué et qu'il risque d'être à frein à leur réussite, improvise une nouvelle appellation en annonçant au jury qu'elles s'appellent « The Sapphires » (« Les Saphirs »), après avoir regardé la bague de Cynthia.
Le groupe est engagé et Dave organise donc une tournée dans les zones de guerre du Sud Viêt Nam. Dans le delta du Mékong où elles chantent pour les soldats américains, les filles déchainent les foules, esquivent les balles et certaines tombent amoureuses...

## Fiche technique
- Titre original : The Sapphires
- Titre français : Les Saphirs
- Titre québécois :
- Réalisation : Wayne Blair
- Scénario : Keith Thompson et Tony Briggs (en) d'après la pièce de théâtre The Sapphires de  Tony Briggs
- Musique : Cezary Skubiszewski
- Direction artistique : Janie Parker
- Décors : Melinda Doring (en)
- Costumes : Tess Schofield
- Photographie : Warwick Thornton
- Son : Francisco Pedemonte
- Montage : Dany Cooper
- Production : Rosemary Blight et Kylie Du Fresne
- Sociétés de production : Goalpost Pictures
- Sociétés de distribution : Hopscotch Films (Australie) ; Diaphana Distribution (France)
- Pays de production :  Australie
- Langues originales : anglais, langue aborigène (Yorta Yorta), vietnamien
- Format : couleur (DeLuxe) - 2,35:1  - 35mm
- Genre : comédie dramatique, film musical
- Durée : 103 minutes
- Dates de sortie :
  - France : 19 mai 2012 (Festival de Cannes) ; 8 août 2012 (sortie nationale)
  - Australie : 9 août 2012

## Distribution
- Chris O'Dowd (VF : Jean-Christophe Dollé) : Dave Lovelace, le manager des Saphirs
- Deborah Mailman (VF : Julia Vaidis-Bogard) : Gail McCrae
- Jessica Mauboy (VF : Juliette Allain) : Julie McCrae
- Shari Sebbens (en) (VF : Barbara Probst) : Kay McCrae
- Miranda Tapsell (en) (VF : Mbembo) : Cynthia McCrae
- Tory Kittles : Robby
- Eka Darville : Hendo
- Don Battee (VF : Daniel Lobé) : Myron Ritchie
- Kylie Belling (VF : Anne Canovas) : Géraldine
- Gregory J. Fryer (VF : Jean-Michel Martial): Selwyn
- T. J. Power (VF : Valentin Merlet) : Lieutenant Jensen
- Cleave Williams (VF : Bruno Henry) : Duggie
- Miah Madden : Julie jeune

Source et légende : Version française (V. F.) sur AlloDoublage

## Production
Le film est une adaptation cinématographique d'une pièce de théâtre créée en 2005. Son auteur, Tony Briggs (en), coécrit l'adaptation cinématographique avec Keith Thompson.
Le film est réalisé par Wayne Blair, qui a lui-même des racines aborigènes. Ce projet a d'ailleurs une force toute particulière pour lui, car sa grand-mère, morte en 1966, a connu la ségrégation que subissait la communauté aborigène. Raconter cette histoire de jeunes femmes aborigènes devenant des chanteuses célèbres était donc très important pour lui : « La musique soul est un élément essentiel du film. Ma famille a grandi bercée par les voix d’Aretha Franklin, de Marvin Gaye, de Sly and the Family Stone. La force de cette musique est qu’elle s'adresse à toutes les classes, tous les milieux. Elle est contagieuse et reste ancrée en vous. »[réf. nécessaire]

## Distinctions

### Récompenses
- Festival international du film de Palm Springs 2013 :
  - Prix du réalisateur à surveiller
  - Prix du public du réalisateur de long métrage de fiction
- Australian Academy of Cinema and Television Arts Awards 2013 :
  - Meilleur film
  - Meilleur réalisateur pour Wayne Blair
  - Meilleur acteur pour Chris O'Dowd
  - Meilleure actrice pour Deborah Mailman
  - Meilleure actrice dans un second rôle pour Jessica Mauboy
  - Meilleur scénario adapté pour Keith Thompson et Tony Briggs (en)
  - Meilleure photographie pour Warwick Thornton
  - Meilleur montage pour Dany Cooper
  - Meilleurs décors pour Melinda Doring (en)
  - Meilleurs costumes pour Tess Schofield
  - Meilleur son pour Andrew Plain, Bry Jones, Pete Smith, Ben Osmo et John Simpson
  - Prix du public : meilleur moment mémorable à l'écran

### Nominations et sélections
- Festival de Cannes 2012 : en compétition pour la Caméra d'or
- Australian Academy of Cinema and Television Arts Awards 2013 : meilleurs effets visuels pour James Rogers
- Australian Directors Guild Awards 2013 : meilleure réalisation d'un long métrage pour Wayne Blair
- Australian Academy of Cinema and Television Arts Awards 2020 : film favori de la décennie